# Karetka novoguinejská
Karetka novoguinejská (Carettochelys insculpta) je sladkovodní želva, i když svými veslovitými končetinami připomíná želvy žijící v moři.

## Popis
Krunýř, který dorůstá délky až 50 cm, má celý potažený kůži. Jejím typickým znakem je nos prodloužený do rypáčku. Domorodci je lovena pro chutné maso.

## Areál rozšíření
Je rozšířená na Nové Guiney, zejména v oblasti řeky Fly. Její výskyt byl potvrzen i v severní Austrálii.

## Potrava
Živí se měkkýši a korýši, je však schopna přijímat i rostlinnou potravu.

## Chov v zoo
Tento druh je chován v přibližně šesti desítkách evropských zoo. V Česku jej chovají tyto instituce:
- Zoo Brno
- Zoo Ostrava
- Zoo Praha
- Zoo Ústí nad Labem
- Botanická zahrada Liberec
- Mořský svět Praha
- Krokodýlí zoo Protivín
- Biopark Teplice

### Chov v Zoo Praha
První jedinci tohoto druhu přišli do Zoo Praha v roce 2003. Další následovali v letech 2006 a 2010. Ke konci roku 2017 bylo chováno šest jedinců. Zvířata jsou umístěna v pavilonu Indonéská džungle v horní části areálu.